# Damothus alastus
Damothus alastus är en mångfotingart som beskrevs av Crabill 1962. Damothus alastus ingår i släktet Damothus och familjen storjordkrypare. Inga underarter finns listade i Catalogue of Life.